# Arzillières-Neuville

Arzillières-Neuville este o comună în departamentul Marne, Franța. În 2009 avea o populație de 354 de locuitori.